# Ciron (Indre)
Ciron ist eine französische Gemeinde mit 523 Einwohnern (Stand 1. Januar 2022) im Département Indre in der Region Centre-Val de Loire; sie gehört zum Arrondissement Le Blanc und zum Kanton Le Blanc.

## Lage
Ciron liegt am Fluss Creuse in den hier von Süden sein Zufluss Brion einmündet.
Nachbargemeinden von Ciron sind Rosnay im Nordwesten, Migné im Norden, Chitray im Nordosten, Oulches im Osten, Prissac im Südosten, Chalais im Süden, Bélâbre im Südwesten, Ruffec im Westen und Le Blanc im Nordwesten.

## Bevölkerungsentwicklung
| Jahr      | 1962 | 1968 | 1975 | 1982 | 1990 | 1999 | 2007 | 2018 |
| Einwohner | 735  | 647  | 564  | 522  | 529  | 533  | 507  | 559  |

## Sehenswürdigkeiten
- Totenlaterne (Monument historique)
- Schloss Romefort (Monument historique)
- Dolmen von Sénévaut
- Maison forte de la Boissière (Monument historique)
- Kirche Saint-Georges (13. Jahrhundert)

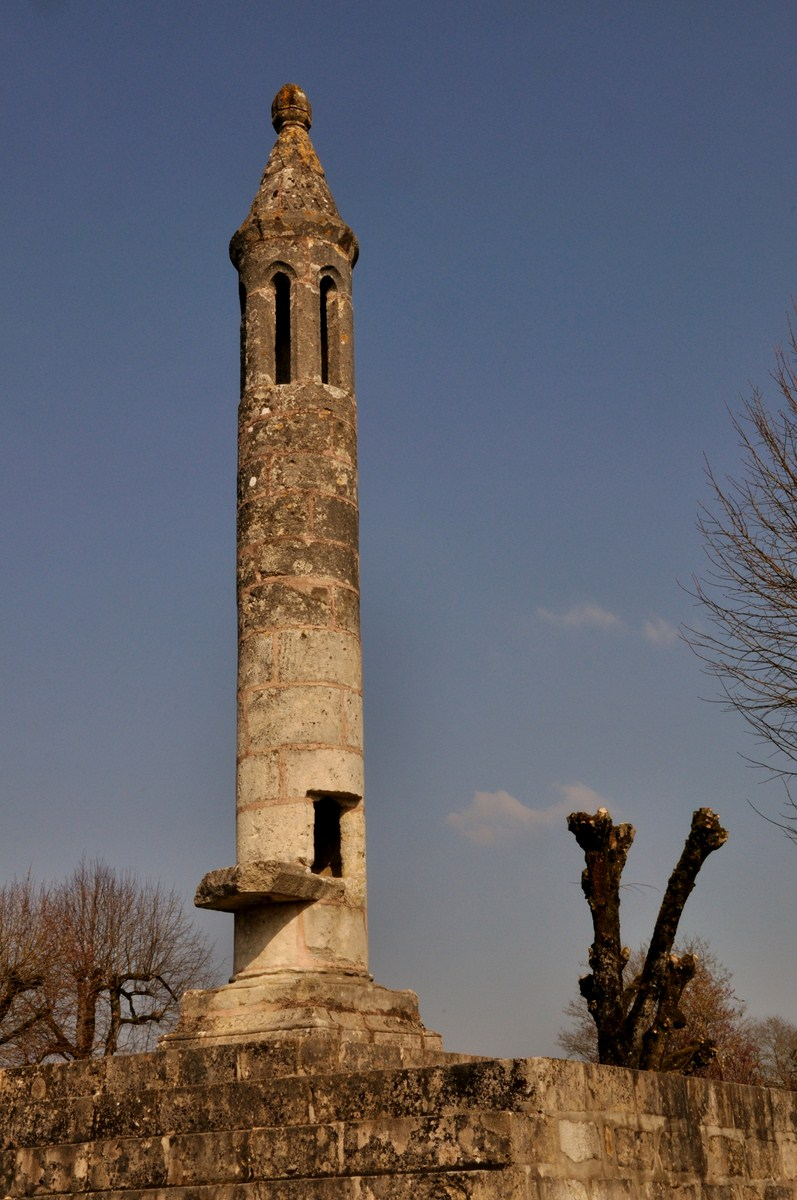
Totenlaterne